# سیارک ۱۴۶۲۶۸
سیارک ۱۴۶۲۶۸ (به انگلیسی: 146268 Jennipolakis، نامگذاری:2001DQ) صد و چهل و شش هزار و دویست و شصت و هشتمین سیارک کشف شده‌است که در ۱۶ فوریه ۲۰۰۱ کشف شد.